# 레공

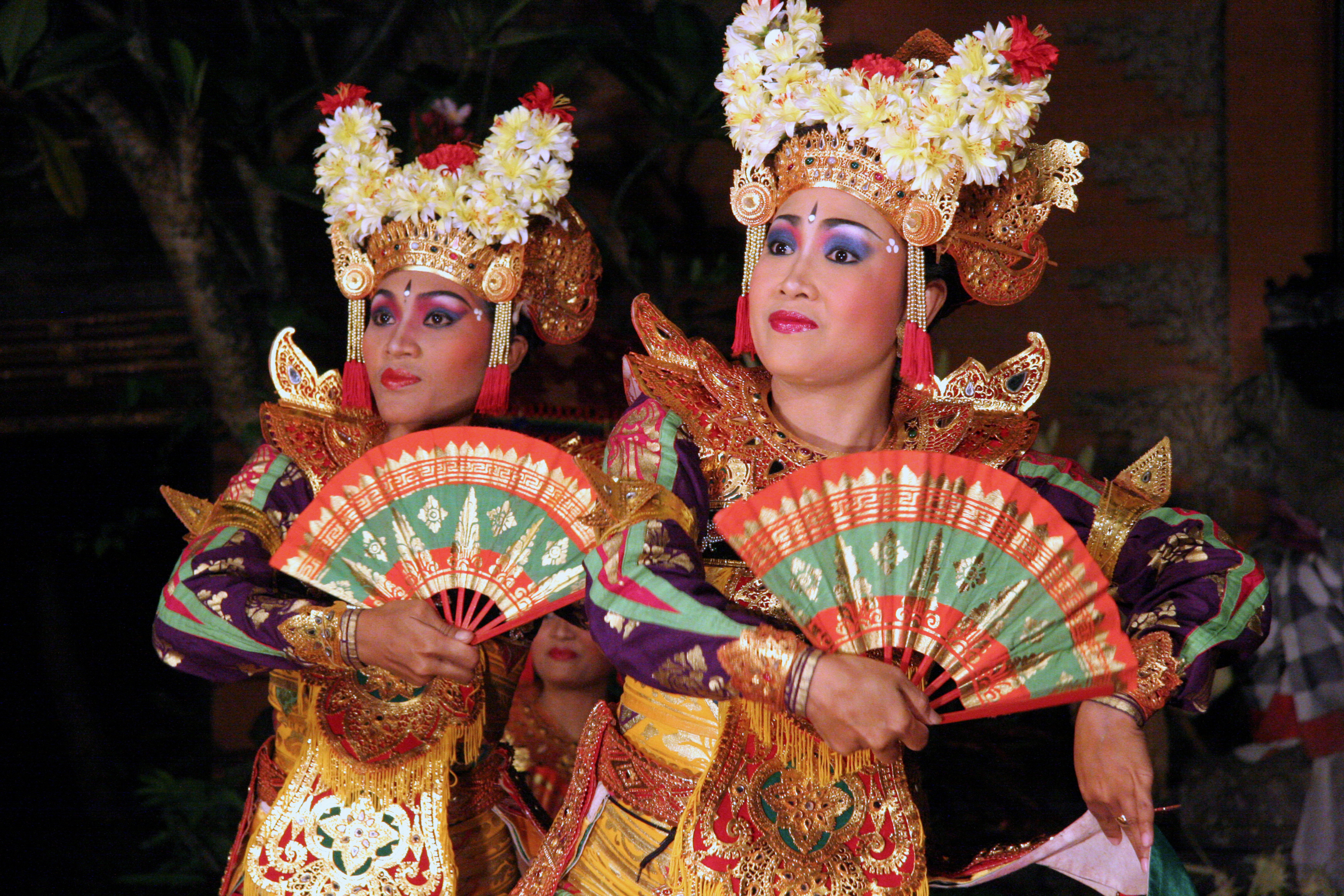
레공

레공은 발리섬에서 사는 사람들이 추는 춤이다. 19세기에 이 춤은 발리 왕조 궁중무용이였다. 현재에는, 3명이 아름다운 복장을 착용하고, 활발한 음악에 맞춰 춤을 춘다.
아주 복잡한 무용의 동작은 감부 연극으로 영향이있다. 레공 말의 유래는 leg (렉)과 gong (공)으로 되어 있다. 렉은 품위 있는 몸놀림 춤을 의미하고 공은 가믈란을 의미한다. 그러므로, 레공은 가믈란 음악을 춤추는 춤의 뜻이다. 특별한 레공 가믈란음악은 스마르 빠굴링안 (semar pagulingan) 을 연주한다. 시작부터, 달 밝은 밤에 무용가는 궁전 마당앞에 젊은 처녀 2명이 부채를 갖고 춤을 춘다.